# Loren Eiseley
Loren Corey Eiseley (3 de septiembre de 1907, Lincoln (Nebraska) - 9 de julio de 1977) fue un antropólogo, escritor científico, ecologista y poeta estadounidense que publicó libros de ensayo y biografías durante los años 1950s '60s y '70s. 
Conocido por su fácil estilo poético, llamado “hidden essay”, lo usaba para explicar complejas ideas científicas, como la de la evolución humana, al público en general y para sus escritos de las relaciones humanas con el mundo natural, lo que llegó a inspirar el movimiento ecologista. Entre algunos de sus libros están: The Immense Journey (1957), Darwin's Century (1958), The Unexpected Universe (1969), The Night Country (1971) y la memoria All the Strange Hours (1975).

## Infancia
Eiseley vivió una niñez difícil con un padre distante y una madre sorda que sufrió de una posible enfermedad mental. Después de la muerte de su padre, dejó el instituto y varios empleos, antes de matricularse en la Universidad de Nebraska, donde luego fue arqueólogo.
Le diagnosticaron tuberculosis en 1933. Eiseley dejó la universidad y se mudó al oeste del desierto de los Estados Unidos, creyendo que el aire mejoraría su dolencia. Sin embargo, él era agitado e infeliz y comenzó a vagabundear por el país, montando trenes de carga (como muchos otros hicieron durante la Gran Depresión). Eiseley más tarde describió estos viajes en "All the strange hours", que muchos críticos consideran su obra maestra.

## Estudios
Eiseley regresó a la Universidad de Nebraska y se licenció en Filología Inglesa y en Geología/Antropología. Durante su estancia en la universidad, fue editor de la revista literaria The Prairie Schooner y publicó sus poesías y relatos cortos. Sus expediciones al oeste de Nebraska y al suroeste en busca de fósiles y artefactos humanos inspiraron gran parte de sus primeros trabajos. Más tarde señaló que había llegado a la antropología desde la paleontología, prefiriendo dejar intactos los enterramientos humanos a menos que su destrucción los amenazara.
Eiseley se doctoró en la Universidad de Pensilvania en 1937 y escribió su tesis titulada "Three Indices of Quaternary Time and Their Bearing Upon Pre-History: a Critique", con la que inició su carrera académica. Ese mismo año comenzó a impartir clases en la Universidad de Kansas. Durante la Segunda Guerra Mundial, Eiseley impartió clases de anatomía a estudiantes de medicina reservistas en Kansas.
En 1944, abandonó la Universidad de Kansas para asumir el papel de jefe del Departamento de Sociología y Antropología en el Colegio Oberlin en Ohio.
En 1947 volvió a Pensilvania como el jefe del Departamento de Antropología. Fue elegido presidente del Instituto americano de Paleontología Humana en 1949.

## Escritos
Además de su trabajo científico y académico, a mediados de los años 1940, Eiseley comenzó a publicar ensayos que concitaron la atención de una amplia audiencia. Su primer libro, "The Immense Journey", una colección de escrituras sobre la historia de la humanidad, fue publicado en 1957 y era un libro de ciencia raro para apelar a una audiencia de masas. Su libro The Darwin's Century  (El Siglo de Darwin) ganó el premio Beta Phi Kappapara por el mejor libro en la ciencia en 1958.
El sello de Eiseley era combinar exploraciones científicas con un sentido profundo del humanismo y de la poesía. En vez de simplemente ver el mundo como sistema de hechos y de cifras científicas, Eiseley utilizó la ciencia para buscar el significado más profundo de la vida, incluso mientras admitía que la ciencia no podía contestar a todos los misterios de la existencia.

## Últimos días
Loren Eiseley murió el 9 de julio de 1977 y fue enterrado en el West Laurel Hill Cemetery en Bala Cynwyd, Pensilvania. Es un cementerio rural y es una institución hermana del famoso Laurel Hill Cemetery. La esposa de Eiseley, Mabel Langdon Eiseley murió el 27 de julio de 1986 y fue enterrada a lado de su esposo en la sección Westlawn del cementerio en el lote 366. En la inscripción se lee, “We loved the earth but could not stay” la cual es una línea de su poema The Little Treasures.

## Obra

### Algunas publicaciones
- Charles Darwin, (1956) W.H. Freeman

- The Immense Journey (1957) Vintage Books, Random House[1]

- Darwin's Century (1958) Doubleday

- The Firmament of Time (1960) Atheneum

- The Man Who Saw Through Time (1973) Scribner

- The Mind as Nature (1962) Harper and Row

- Man, Time, and Prophecy, (1966) Harcourt, Brace & World

- The Unexpected Universe (1969) Harcourt, Brace and World

- The Invisible Pyramid: A Naturalist Analyses the Rocket Century (1971) Devin-Adair Pub.

- The Night Country: Reflections of a Bone-Hunting Man (1971) Scribner

- Another Kind of Autumn (1977) Scribner

- The Star Thrower (1978) Times Books, Random House

- Darwin and the Mysterious Mr. X: New Light on the Evolutionists (1979) E.P. Dutton

- The Lost Notebooks of Loren Eiseley, Kenneth Heuer editor, (1987) Little Brown & Co.

- How Flowers Changed the World, with photographs by Gerald Ackerman. (1996) Random House

### Memorias
- All The Strange Hours: The Excavation of a Life (1975) Scribner

- The Brown Wasps: A Collection of Three Essays in Autobiography (1969) Perishable Press, Mount Horeb, WI

### Poesía
- Notes of an Alchemist (1972) Scribner, McMillan

- The Innocent Assassins (1973) Scribner

- All The Night Wings (1978) Times Books